# Dmitri Kraïev
Dmitri Vladimirovitch Kraïev (en russe : Дмитрий Владимирович Краев), né le 23 août 1965, est un officier russe, commandant du 14e corps d'armée de la flotte du Nord depuis 2017, lieutenant général (2020).

## Biographie
En 1980, il entre à l'école militaire Souvorov de Kazan, dont il sort diplômé en 1982. Il sert dans les forces armées de l'URSS depuis 1982. De 1982 à 1986, il est cadet de la 6e compagnie de l'école supérieure de commandement aéroporté de Riazan.
De 1986 à 1990, Kraïev est commandant du peloton de reconnaissance du 390e régiment d'infanterie de marine de la 55e division de la flotte du Pacifique. Il sert sous le commandement direct de Vitali Semionovitch Kholod (futur commandant de la 55e division de marine). Il commande par la suite la compagnie de reconnaissance, l'état-major puis le bataillon de blindés du 390e régiment d'infanterie de marine.
De 1995 à 1998, il étudie à l'Académie militaire des forces blindées. De 1998 à 1999, il est chef adjoint du département des troupes côtières de la flotte de la mer Noire. Jusqu'en 2002, Kraïev est chef d'état-major et commandant adjoint du 810e régiment de marine des forces côtières de la flotte de la mer Noire de la marine russe. De 2006 à 2007, il est adjoint du commandant des troupes côtières de la marine russe de la mer Noire.
Il étudie de l'Académie militaire de l'état-major général des forces armées de la fédération de Russie de 2007 à 2009 puis sert en tant que chef adjoint des troupes côtières de la flotte de la mer Noire jusqu'en 2011.
De 2011 à 2015, il est commandant de la 18e division de mitrailleuses et d'artillerie du 68e corps d'armée du district militaire est. Par décret no 414 du président de la fédération de Russie du 11 juin 2014, il reçoit le grade de major général.
En 2015-2016, il est chef des troupes côtières de la flotte du Nord. De 2016 à 2017, il devient commandant adjoint des forces terrestres et côtières de la flotte du Nord.
À partir de 2017, il devient commandant du 14e corps d'armée de la flotte du Nord.
Par décret no 769 du président de la fédération de Russie du 10 décembre 2020, il est promu lieutenant général.